# Sant’Eusanio Forconese
Sant’Eusanio Forconese ist eine Gemeinde (comune) in der Provinz L’Aquila in der italienischen Region Abruzzen mit 365 Einwohnern (Stand 31. Dezember 2023). Die Gemeinde liegt etwa 13 Kilometer südöstlich von L’Aquila am Aterno und gehört zur Comunità montana Amiternina.

## Geschichte
Historisch nannte sich der Ort cinque ville (fünf Dörfer), weil sich die heutige Gemeinde aus den Ortschaften Castellina, Castello, Monticchio, San Pietro und Carmiscione bildete.